# Gasolin' 3
Gasolin' 3 er Gasolin's tredje album, som udkom i november 1973. Albummet solgte 30.000 eksemplarer.

## Spor
1. "Smukke Linda" (Gasolin', Mogens Mogensen)
2. "Rabalder" (Beckerlee, Larsen, Jønsson)
3. "Katten" (Beckerlee, Larsen, Mogens Mogensen, Jønsson)
4. "Jeg troede jeg var" (Beckerlee, Larsen, Mogens Mogensen, Jønsson)
5. "Bobo's sang" (Beckerlee, Larsen, Mogens Mogensen, Jønsson)
6. "Det var Inga, Katinka og smukke Charley på sin Harley" (Gasolin', Mogens Mogensen, Tommy Pedersen)
7. "Jeg er splittergal" (Beckerlee, Larsen, Jønsson)
8. "Café Paradis" (Gasolin', Mogens Mogensen)
9. "Bessefar" (Beckerlee, Larsen, Mogens Mogensen, Jønsson)
10. "Sju-Bi-Du-Bi-mand" (Gasolin')

## Medvirkende

### Gasolin'
- Kim Larsen - Sang, rytme guitar, lead guitar på "Det var Inga, Katinka og smukke Charley på sin Harley" og "Bobo's sang".
- Franz Beckerlee - Lead guitar, moog, sang, bas på "Jeg er splittergal".
- Wili Jønsson - Bas, piano, orgel, sang og percussion.
- Søren Berlev - Trommer og slagtøj.

### Yderligere medvirkende
- Niels Harrit - Tenorsax, barytonsax, percussion, piano på "Bessefar".

### Produktion
- Roy Thomas Baker - producer
- Freddy Hansson - Lydtekniker